# Alina Kowalczykowa
Alina Joanna Kowalczykowa (ur. 19 lutego 1936 w Warszawie, zm. 13 sierpnia 2022 tamże) – profesor historii literatury polskiej, autorka publikacji naukowych z dziedziny humanistyki, członkini Towarzystwa Popierania i Krzewienia Nauk, PEN Clubu, Komitetu Nauk o Literaturze PAN oraz Instytutu Badań Literackich PAN. W swoich pracach zajmowała się głównie zagadnieniami romantyzmu.

## Życiorys
W czasie II wojny światowej od 1941 przebywała w Bronowicach na Lubelszczyźnie, a następnie w Podkowie Leśnej koło Warszawy. Po zakończeniu okupacji powróciła do stolicy. W latach 1949–1953 była członkiem Związku Młodzieży Polskiej. W 1952 rozpoczęła studia na Wydziale Fizyki UW, z których zrezygnowała po pierwszym roku i przeniosła się na Wydział Polonistyki UW. Pracę magisterską obroniła w 1957 i rozpoczęła swoją pierwszą pracę jako asystent w Pracowni Bibliografii Retrospektywnej Instytutu Badań Literackich PAN. Jej pierwszą opublikowaną pracą naukową był artykuł Zza kulis Sowizdrzała, wydrukowany w „Przeglądzie Humanistycznym” w 1959. W 1966 obroniła pracę doktorską pt. Rozwój twórczości lirycznej Słonimskiego w latach 1918–1935, a promotorem był profesor Kazimierz Wyka. Została stałą współpracowniczką czasopisma „Pamiętnik Literacki”, w którym publikowała w latach 1967–1983 prace historycznoliterackie.
W 1976 uzyskała habilitację w Instytucie Badań Literackich (praca pt. Romantyczni szaleńcy). W 1981 została członkiem Towarzystwa Popierania i Krzewienia Nauk, w zarządzie którego zasiadała w latach 1992–1995. W 1982 usunięta dyscyplinarnie ze względów politycznych z Wyższej Szkoły Pedagogicznej w Kielcach. W tym samym roku pracowała również na Wydziale Filologicznym Uniwersytetu Łódzkiego. W 1987 przystąpiła do działalności w Polskiej Partii Socjalistycznej, gdzie była założycielką łódzkiego Okręgowego Komitetu Robotniczego, zasiadając także w składzie redakcji jego pisma „Robotnik”. 
W 1988 została członkiem PEN Clubu, w którym w latach 1991–1995 pełniła funkcję sekretarza generalnego, później członka zarządu. W 1991 uzyskała tytuł profesora oraz została członkiem Komitetu Nauk o Literaturze PAN.
Autorka podręczników szkolnych do języka polskiego (Romantyzm. Podręcznik dla szkół ponadpodstawowych, Warszawa 1994).
Została pochowana na cmentarzu ewangelicko-augsburskim w Warszawie.

## Życie prywatne
Córka Stanisława Lorentza i Ireny z domu Nasfeter. Jej starszą siostrą była socjolożka Irena Nowak. W trakcie studiów, w 1956, wzięła ślub z architektem Wojciechem Kowalczykiem.

## Dorobek naukowy
- Liryki Słonimskiego 1918–1935, Warszawa 1967
- Słonimski, Warszawa 1972
- Romantyczni szaleńcy, Warszawa 1977
- Programy i spory literackie w dwudziestoleciu. 1918–1939, Warszawa 1978
- Siedmiu bohaterów romantycznych, Warszawa 1981
- Stefan Żeromski w Zamku, Warszawa 1985
- Warszawa romantyczna, Warszawa 1987
- Czym był romantyzm?, Warszawa 1990
- Kordian Juliusza Słowackiego, Warszawa 1990
- Piłsudski i tradycja, Chotomów 1991
- Słowacki, Warszawa 1994
- Słownik literatury polskiej XIX wieku, pod red. J. Bachórza i A. Kowalczykowej, Wrocław 1991
- Dramat i teatr romantyczny, Warszawa 1997
- Romantyzm. Nowe spojrzenie, Warszawa 2008
- Świadectwo autoportretu, Warszawa 2008

### Wydania Biblioteki Narodowej
- Juliusz Słowacki. Krąg pism mistycznych. Zakład Narodowy im. Ossolińskich. BN I, 245. Wrocław 1982.
- Idee programowe romantyków polskich. Antologia. Zakład Narodowy im. Ossolińskich. BN I, 261. Wrocław 1991.
- Juliusz Słowacki. Sen srebrny Salomei. Romans dramatyczny w pięciu aktach. Zakład Narodowy im. Ossolińskich. BN I, 57. Wrocław 1992.

## Odznaczenia
- Krzyż Oficerski Orderu Odrodzenia Polski (1997)[8][9].

## Inne wyróżnienia
- 11 kwietnia 2018 Doktorat honoris causa Uniwersytetu w Białymstoku[10][11].